# Bruchhausen (Westerwald)
Bruchhausen ist eine Wüstung im Westerwaldkreis zwischen dem wüsten Ort Oberndorf (in der Nähe von Seck) und Irmtraut.

## Geographische Lage
Aus der Stellung im Zinsregister kann geschlossen werden, dass Bruchhausen vermutlich zwischen Oberndorf und Irmtraut lag.

## Geschichte
Über die Geschichte des Ortes ist kaum etwas bekannt.
Um 1330 wird es im Zusammenhang mit einem Erbe an das Kloster Seligenstatt als „Broychhusin“ erwähnt. Im 15. Jahrhundert zahlte der „Klockner zu Seck“ den Zins. Ein jüngeres Zinsregister des Klosters nennt 1490/1500 aus „des Klockners Wiese“ noch 18 Pfennige und ein Huhn. Zu diesem Zeitpunkt dürfte Bruchhausen bereits verschwunden gewesen sein.
Der Name könnte ein Hinweis darauf sein, dass der Ort sumpfig und feucht gewesen ist.

## Heutige Spuren
Vom ehemaligen Ort existieren heute keine Spuren mehr.